# Horber Neckarhänge
Das FFH-Gebiet Horber Neckarhänge ist ein im Jahr 2005 durch das Regierungspräsidium Karlsruhe nach der Richtlinie 92/43/EWG (Fauna-Flora-Habitat-Richtlinie) angemeldetes Schutzgebiet (Schutzgebietskennung DE-7517-341) in Baden-Württemberg. Mit Verordnung des Regierungspräsidiums Karlsruhe zur Festlegung der Gebiete von gemeinschaftlicher Bedeutung vom 12. Oktober 2018 (in Kraft getreten am 11. Januar 2019), wurde das Schutzgebiet ausgewiesen.

## Lage
Das 810,6 Hektar große Schutzgebiet gehört zum Naturraum 122 – Obere Gäue. Es umfasst überwiegend die Hänge und Talauen des Neckars und seiner Seitentäler bei Horb. Das Gebiet erstreckt sich über die Gemarkungen von fünf Städten und Gemeinden in den  Landkreisen Freudenstadt und Rottweil:
- Empfingen: 3,08 ha = 0,4 %
- Eutingen im Gäu: 12,03 ha = 1,5 %
- Horb am Neckar: 753,75 ha = 93,0 %
- Schopfloch: 23,67 ha = 2,9 %
- Sulz am Neckar: 17,91 ha = 2,2 %

## Beschreibung und Schutzzweck
Strukturreiche Trockenhänge mit Wacholderheiden, Magerrasen, Gebüschen auf Felsbändern- und Kalkrohböden, artenreiche Magerwiesen bzw. feuchte Hangwälder mit Tuffrinnen, Quellhorizonten- und einem oligotrophen Moorsee mit Schwingrasen. Das Schutzgebiet besteht aus 10 Teilgebieten.

### Lebensraumklassen
(allgemeine Merkmale des Gebiets) (prozentualer Anteil der Gesamtfläche)
Angaben gemäß Standard-Datenbogen aus dem Amtsblatt der Europäischen Union
|                                                                       |                                                                       |  |      |      |
| N06 – Binnengewässer (stehend und fließend)                           | N06 – Binnengewässer (stehend und fließend)                           |  | 1 %  | 1 %  |
| N07 – Moore, Sümpfe, Uferbewuchs                                      | N07 – Moore, Sümpfe, Uferbewuchs                                      |  | 1 %  | 1 %  |
| N08 – Heide, Gestrüpp, Macchia, Garrigue, Phrygana                    | N08 – Heide, Gestrüpp, Macchia, Garrigue, Phrygana                    |  | 1 %  | 1 %  |
| N09 – Trockenrasen, Steppen                                           | N09 – Trockenrasen, Steppen                                           |  | 4 %  | 4 %  |
| N10 – Feuchtes und mesophiles Grünland                                | N10 – Feuchtes und mesophiles Grünland                                |  | 24 % | 24 % |
| N15 – Anderes Ackerland                                               | N15 – Anderes Ackerland                                               |  | 3 %  | 3 %  |
| N16 – Laubwald                                                        | N16 – Laubwald                                                        |  | 17 % | 17 % |
| N17 – Nadelwald                                                       | N17 – Nadelwald                                                       |  | 8 %  | 8 %  |
| N19 – Mischwald                                                       | N19 – Mischwald                                                       |  | 38 % | 38 % |
| N21 – Nicht-Waldgebiete mit hölzernen Pflanzen                        | N21 – Nicht-Waldgebiete mit hölzernen Pflanzen                        |  | 1 %  | 1 %  |
| N22 – Binnenlandfelsen, Geröll- und Schutthalden, Sandflächen         | N22 – Binnenlandfelsen, Geröll- und Schutthalden, Sandflächen         |  | 1 %  | 1 %  |
| N23 – Sonstiges (Städte, Straßen, Deponien, Gruben, Industriegebiete) | N23 – Sonstiges (Städte, Straßen, Deponien, Gruben, Industriegebiete) |  | 1 %  | 1 %  |
|                                                                       |                                                                       |  |      |      |

### Lebensraumtypen
Folgende Lebensraumtypen nach Anhang I der FFH-Richtlinie kommen im Gebiet vor:
| EU Code | Lebensraumtyp (offizielle Bezeichnung)                                                                          | Kurzbezeichnung                              | Hektar |
| ------- | --- | -------------------------------------------- | ------ |
| 3150    | Natürliche eutrophe Seen mit einer Vegetation des Magnopotamions oder Hydrocharitions                           | Natürliche nährstoffreiche Seen              | 0,04   |
| 3160    | Dystrophe Seen und Teiche                                                                                       | Dystrophe Seen                               | 0,13   |
| 3260    | Flüsse der planaren bis montanen Stufe mit Vegetation des Ranunculion fluitantis und des Callitricho-Batrachion | Fließgewässer mit flutender Wasservegetation | 3,11   |
| 5130    | Formationen von Juniperus communis auf Kalkheiden und -rasen                                                    | Wacholderheiden                              | 5,83   |
| 6110    | Lückige basophile oder Kalk-Pionierrasen (Alysso-Sedion albi)                                                   | Basenreiche oder Kalk-Pionierrasen           | 0,12   |
| 6210    | Naturnahe Kalk-Trockenrasen und deren Verbuschungsstadien (Festuco-Brometalia)                                  | Kalk-Magerrasen                              | 15,44  |
| 6430    | Feuchte Hochstaudenfluren der planaren und montanen bis alpinen Stufe                                           | Feuchte Hochstaudenfluren                    | 0,06   |
| 6510    | Magere Flachland-Mähwiesen (Alopecurus pratensis, Sanguisorba officinalis)                                      | Magere Flachland-Mähwiesen                   | 81,95  |
| 7140    | Übergangs- und Schwingrasenmoore                                                                                | Übergangs- und Schwingrasenmoore             | 0,30   |
| 7220    | Kalktuffquellen (Cratoneurion)                                                                                  | Kalktuffquellen                              | 2,40   |
| 8210    | Kalkfelsen mit Felsspaltenvegetation                                                                            | Kalkfelsen mit Felsspaltenvegetation         | 0,46   |
| 9130    | Waldmeister-Buchenwald (Asperulo-Fagetum)                                                                       | Waldmeister-Buchenwald                       | 48,43  |
| 9150    | Mitteleuropäischer Orchideen-Kalk-Buchenwald (Cephalanthero-Fagion)                                             | Orchideen-Buchenwälder                       | 2,72   |
| 9180    | Schlucht- und Hangmischwälder (Tilio-Acerion)                                                                   | Schlucht- und Hangmischwälder                | 1,06   |
| 91E0    | Auen-Wälder mit Alnus glutinosa und Fraxinus excelsior (Alno-Padion, Alnion incanae, Salicion albae)            | Auenwälder mit Erle, Esche, Weide            | 2,20   |

### Zusammenhängende Schutzgebiete
Mehrere Landschaftsschutzgebiete überschneiden sich ganz oder teilweise mit dem FFH-Gebiet. 98 % des Gebiets liegen im Naturpark Schwarzwald Mitte/Nord. Folgende Naturschutzgebiete liegen im FFH-Gebiet:
- Dießener Tal und Seitentäler
- Kugler Hang
- Osterhalde
- Wertwiesen

Das Naturdenkmal Bodenloser See ist ebenfalls Bestandteil des FFH-Gebiets.